# Hans von Flotow
Hans Ludwig Carl Theodor von Flotow (né le 10 septembre 1862 à Felsenhagen, mort le 19 décembre 1935 à Berlin) est un diplomate allemand.

## Biographie
Hans von Flotow est originaire d'une famille noble du Mecklembourg. Son père est un riche propriétaire terrien. Après l'abitur le 31 mars 1882, il étudie le droit et les sciences politiques dans les universités de Heidelberg et Berlin de 1882 à 1886. Il est ensuite formé auprès de hauts fonctionnaires prussiens et entra après une formation complète et un travail de courte durée au ministère prussien des Finances, le 24 août 1892, aux Affaires étrangères. Il sert dans des missions diplomatiques du Reich allemand ou à des légations prussiennes : secrétaire de légation de 1893 à 1895 à Washington, de 1895 à 1898 à Dresde, de 1898 à 1900 à La Haye, de 1900 à 1904 à Rome et au Vatican. Il est de 1904 à 1907 ambassadeur à Paris, au moment de la crise de Tanger. De 1907 à 1910, Hans von Flotow dirige l'administration du personnel du ministère des Affaires étrangères à Berlin.
En janvier 1910, il succède à Nikolaus von Wallwitz en Belgique et y travaille jusqu'à son remplacement par Claus von Below-Saleske en 1913. Son mariage le 20 septembre 1910 à Berlin avec une citoyenne russe, la veuve d'un général Marie comtesse von Keller née princesse Schachowsky (1861-1944) est malheureux, le couple divorce en 1916. L'ancien chancelier Bernhard von Bülow dans ses mémoires à titre posthume en 1930 accuse Hans von Flotow et Gottlieb von Jagow, son camarade au gymnasium et ministre des Affaires étrangères de 1913 à 1916, d'avoir une relation homosexuelle ; cela semble faux.
Le 15 février 1913, Flotow est nommé ambassadeur d'Allemagne en Italie en remplacement de Martin Rücker von Jenisch (de) malade. Le poste était vacant depuis la nomination de Gottlieb von Jagow au poste de ministère allemand des Affaires étrangères le 11 janvier 1913. Il reste jusqu'à la rupture des relations diplomatiques le 23 mai 1915 ; en fait, le 14 décembre 1914, le chancelier Bernhard von Bülow, renomme sa mission en tant qu'« ambassadeur spécial ». Bülow ne réussit pas à empêcher l'Italie d'entrer en guerre contre l'Autriche-Hongrie, et plus tard aussi contre l'Allemagne. L'Italie rejoint l'Entente en 1915 après la promesse de gains de terres aux dépens de l'Autriche en cas de victoire.
Malade, Flotow se retire dans son domaine d'Altenhof dans le Mecklenbourg où il vit jusqu'à sa retraite définitive le 1er janvier 1928. Hans von Flotow est pris en charge par une nièce qu'il adopte plus tard et dont il fait son héritière ; cependant il n'existe pas de document. Dans l'anthologie Front wider Bülow en 1931 de l'historien politique Friedrich Thimme, Hans von Flotow explique sa mission d'ambassadeur de Biilow à Rome en 1914-1915, où il corrige des erreurs et des mensonges historiques dans les mémoires de Bülow de son point de vue. Il ne se défend pas contre les insultes personnelles et l'accusation d'homosexualité répétée par Bülow.
Von Flotow est membre du Deutscher Herrenklub (de).